# Coppa Desafío 2019
La Coppa Desafío 2019 si è svolta dal 27 al 28 febbraio 2019: al torneo hanno partecipato quattro squadre di club argentine e la vittoria finale è andata per la seconda volta consecutiva all'UNTreF.

## Regolamento
Il torneo prevede la partecipazione dei quattro club meglio classificati della Liga Argentina de Voleibol, che non siano già qualificati alla Coppa Libertadores e al campionato sudamericano per club nella stagione corrente. I quattro club si affrontano in semifinali e finale in gara unica, accoppiati col metodo della serpentina.

## Squadre partecipanti
| Squadra          | Qualificazione                   | Ultima partecipazione |
| ---------------- | -------------------------------- | --------------------- |
| Gigantes del Sur | 6ª in Liga Argentina de Voleibol | Coppa Desafío 2017    |
| Monteros         | 9ª in Liga Argentina de Voleibol | Coppa Desafío 2018    |
| River Plate      | 8ª in Liga Argentina de Voleibol | Debutto               |
| UNTreF           | 5ª in Liga Argentina de Voleibol | Coppa Desafío 2018    |

## Torneo
|  | Semifinali       | Semifinali       | Semifinali |        |                  | Finale 1º/2º posto | Finale 1º/2º posto | Finale 1º/2º posto |  |
|  |                  |                  |            |        |                  |                    |                    |                    |  |
|  | Gigantes del Sur | Gigantes del Sur | 3          |        |                  |                    |                    |                    |  |
|  | Gigantes del Sur | Gigantes del Sur | 3          |        |                  |                    |                    |                    |  |
|  | Monteros         | Monteros         | 1          |        |                  |                    |                    |                    |  |
|  | Monteros         | Monteros         | 1          |        | Gigantes del Sur | Gigantes del Sur   | 0                  |                    |  |
|  |                  |                  |            |        | Gigantes del Sur | Gigantes del Sur   | 0                  |                    |  |
|  |                  |                  | UNTreF     | UNTreF | 3                |                    |                    |                    |  |
|  | UNTreF           | UNTreF           | UNTreF     | UNTreF | 3                | 3                  |                    |                    |  |
|  | UNTreF           | UNTreF           |            |        |                  | 3                  |                    |                    |  |
|  | River Plate      | River Plate      | 0          |        |                  | Finale 3º/4º posto | Finale 3º/4º posto | Finale 3º/4º posto |  |
|  | River Plate      | River Plate      | 0          |        |                  |                    |                    |                    |  |
|  |                  |                  |            |        |                  |                    |                    |                    |  |
|  |                  |                  |            |        |                  | Monteros           | Monteros           | 1                  |  |
|  |                  |                  |            |        |                  | Monteros           | Monteros           | 1                  |  |
|  |                  |                  |            |        |                  | River Plate        | River Plate        | 3                  |  |

### Semifinali
| 27 febbraio 2019 Polideportivo Municipal, Villa Gesell Durata: 1h:31 - Spettatori: ? | Gigantes del Sur | 3 - 1 | Monteros    | 25-15, 21-25, 25-17, 25-15 |
| 27 febbraio 2019 Polideportivo Municipal, Villa Gesell Durata: 1h:12 - Spettatori: ? | UNTreF           | 3 - 0 | River Plate | 25-19, 25-23, 25-21        |

### Finale 3º posto
| 28 febbraio 2019 Polideportivo Municipal, Villa Gesell Durata: 1h:39 - Spettatori: ? | Monteros | 1 - 3 | River Plate | 15-25, 23-25, 25-15, 19-25 |

### Finale
| 28 febbraio 2019 Polideportivo Municipal, Villa Gesell Durata: 1h:15 - Spettatori: ? | Gigantes del Sur | 0 - 3 | UNTreF | 23-25, 16-25, 23-25 |